# Maitland (Australia Meridionale)
Maitland è una città dell'Australia Meridionale (Australia); essa si trova 170 chilometri a nord-ovest di Adelaide ed è la sede della Municipalità di Yorke Peninsula. Al censimento del 2006 contava 1.056 abitanti.